# 伊尔库茨克州州旗
伊尔库茨克州的旗帜描绘了三条垂直条纹：外侧为蓝色，中间为白色。在白色条带内，有一只风格化的黑虎，在它的嘴里有一隻紫貂。这两隻動物被雪松枝包围。蓝色代表贝加尔湖的水域，而白色代表纯洁、善良和诚实。雪松枝的绿色代表着希望、喜悦和丰富。